# Production pilotable d'électricité
La production pilotable d'électricité (dispatchable generation en anglais ; aussi appelée production modulable en France et production acheminable au Québec) comprend les sources d'énergie électrique dont la production peut être modifiée à la demande d'un opérateur de réseau électrique. Il s'agit de centrales électriques qui peuvent, sur demande, être mises en marche et arrêtées, ou dont la puissance peut être ajustée. La plupart des centrales fournissant l'électricité de base, comme les centrales à charbon, ne peuvent pas être allumées et éteintes dans une même journée. Les délais d'activation des sources acheminables varient, mais peuvent être de quelques minutes ou quelques secondes.

## Définition
Les centrales électriques pilotables sont celles qui peuvent répondre aux fluctuations de la demande d'électricité, sur instruction des gestionnaires de réseau de transport, afin d'assurer l'ajustement entre offre et demande d'électricité.
Le terme technique « acheminable » en usage au Québec n'est pas utilisé en France, où la profession utilise le terme d'origine anglo-saxonne « dispatchable » ou les termes « pilotable » et « modulable ».

## Types de production
Cette production d'électricité est à distinguer des sources d'énergie intermittentes, telles que l'éolien et le solaire, dont la production ne peut pas être maîtrisée sans technique de stockage d'électricité.
La centrale pilotable la plus répandue aujourd'hui est la centrale thermique au gaz. Les centrales nucléaires peuvent aussi contribuer au suivi de charge lorsqu'elles sont dotées des équipements de contrôle-commande adéquats. En 2016, EDF adapte son parc nucléaire aux variations de production qu’entraîne l’arrivée des énergies solaire et éolienne sur le réseau électrique. Les réacteurs sont déjà capables de faire varier leur puissance de 80  % à la hausse ou à la baisse en l’espace de trente minutes.
Des sources énergies renouvelables sont aussi pilotables, telles que l'énergie hydroélectrique avec réservoir, le photovoltaïque combiné avec des batteries électriques, l'énergie thermique des mers et les biocarburants.

## Usage
Les sources pilotables peuvent répondre à plusieurs besoins :
- appariement des charges : les variations quotidiennes de demande d'électricité nécessitent des variations d'alimentation, afin que le système soit maintenu en équilibre ;
- régulation de fréquence ou sources d'énergie intermittentes : toute variation de puissance électrique envoyée dans un système peut changer la qualité et la stabilité du système de transmission ; les sources renouvelables comme l'éolien et le solaire sont intermittentes et nécessitent, en l'absence de batteries, des sources pilotables pour lisser la charge d'électricité produite ;
- source d'appoint pour les générateurs de base : les centrales nucléaires, par exemple, sont équipées de systèmes de secours qui peuvent arrêter la production d'électricité en moins d'une seconde en cas d'urgence.

## Alternatives
Le stockage d'énergie permet aussi de compenser l'intermittence des énergies solaires et éoliennes ; elles consistent en :
- pompage-turbinage, technique bon marché[réf. nécessaire] déjà largement exploitée ; ainsi, la centrale hydroélectrique de Dinorwig peut atteindre une puissance de 1 728 MW en 16 secondes[8].

- ensembles d'accumulateurs électrique, technique en cours de développement.